# Turun Palloseura 2012 (calcio)

## Stagione
Nella stagione 2012 il TPS ha disputato la Veikkausliiga, massima serie del campionato finlandese di calcio, terminando il torneo al terzo posto con 54 punti conquistati in 33 giornate, frutto di 16 vittorie, 6 pareggi e 11 sconfitte. Grazie al terzo posto in campionato il TPS si è qualificato alla UEFA Europa League 2013-2014. In Suomen Cup è stato eliminato agli ottavi di finale dal KuPS dopo i tiri di rigore. In Liigacup ha raggiunto la finale e ha sconfitto ai tiri di rigore l'HJK.

## Rosa
| N. |                      | Ruolo | Calciatore       |
| -- | -------------------- | ----- | ---------------- |
| 1  | Finlandia (bandiera) | P     | Henrik Moisander |
| 2  | Finlandia (bandiera) | D     | Jani Tanska      |
| 3  | Finlandia (bandiera) | D     | Kalle Mäkinen    |
| 5  | Finlandia (bandiera) | C     | Juho Lähde       |
| 6  | Finlandia (bandiera) | D     | Jaakko Nyberg    |
| 7  | Finlandia (bandiera) | D     | Sami Rähmönen    |
| 9  | Finlandia (bandiera) | A     | Mikko Hyyrynen   |
| 10 | Finlandia (bandiera) | C     | Petteri Pennanen |
| 11 | Finlandia (bandiera) | A     | Mika Ääritalo    |
| 12 | Finlandia (bandiera) | P     | Jukka Lehtovaara |

| N. |                      | Ruolo | Calciatore       |
| -- | -------------------- | ----- | ---------------- |
| 13 | Finlandia (bandiera) | C     | Toni Kolehmainen |
| 14 | Finlandia (bandiera) | D     | Ville Rannikko   |
| 18 | Finlandia (bandiera) | D     | Jarkko Hurme     |
| 19 | Finlandia (bandiera) | A     | Aleksi Ristola   |
| 21 | Finlandia (bandiera) | A     | Juho Lehtonen    |
| 22 | Nigeria (bandiera)   | C     | Kennedy Eriba    |
| 24 | Nigeria (bandiera)   | A     | Dennis Okaru     |
| 25 | Finlandia (bandiera) | C     | Santeri Mäkinen  |
| 27 | Finlandia (bandiera) | C     | Jeremias Kaari   |
| 28 | Finlandia (bandiera) | C     | Santeri Peltola  |

## Statistiche

### Statistiche di squadra
| Competizione  | Punti | In casa | In casa | In casa | In casa | In casa | In casa | In trasferta | In trasferta | In trasferta | In trasferta | In trasferta | In trasferta | Totale | Totale | Totale | Totale | Totale | Totale | DR  |
| Competizione  | Punti | G       | V       | N       | P       | Gf      | Gs      | G            | V            | N            | P            | Gf           | Gs           | G      | V      | N      | P      | Gf     | Gs     | DR  |
| ------------- | ----- | ------- | ------- | ------- | ------- | ------- | ------- | ------------ | ------------ | ------------ | ------------ | ------------ | ------------ | ------ | ------ | ------ | ------ | ------ | ------ | --- |
| Veikkausliiga | 54    | 17      | 11      | 1       | 5       | 38      | 17      | 16           | 5            | 5            | 6            | 17           | 16           | 33     | 16     | 6      | 11     | 55     | 33     | +22 |
| Suomen Cup    | -     | -       | -       | -       | -       | -       | -       | 1            | 0            | 1            | 0            | 0            | 0            | 1      | 0      | 1      | 0      | 0      | 0      | 0   |
| Liigacup      | -     | 5       | 5       | 0       | 0       | 12      | 0       | 3            | 2            | 0            | 1            | 5            | 3            | 9      | 7      | 1      | 1      | 18     | 4      | +14 |
| Totale        | -     | 22      | 16      | 1       | 5       | 50      | 17      | 20           | 7            | 6            | 7            | 22           | 19           | 43     | 23     | 8      | 12     | 73     | 37     | +36 |